# Apóstolos Sántas
Apóstolos Sántas (en grec moderne : Απόστολος Σάντας) ou Lákis Sántas (Λάκης Σάντας), né le 22 février 1922 à Patras, mort le 30 avril 2011 à Athènes, est un héros de la résistance grecque pendant la Seconde Guerre mondiale, particulièrement connu pour avoir, avec Manólis Glézos, enlevé le 30 mai 1941 le drapeau nazi qui flottait sur l'Acropole d'Athènes.

## Biographie
Sa famille est originaire de Leucade et déménage pour Athènes en 1934. Il y fait ses études secondaires et commence son droit mais ne peut le finir qu'après la fin de la Seconde Guerre mondiale.
Après la défaite grecque, lors de la bataille de Grèce et l'occupation d'Athènes, le 27 avril 1941, la swastika remplace le drapeau grec au sommet de l'Acropole. Dans la nuit du 30 mai 1941, Apóstolos Sántas et Manólis Glézos enlèvent le drapeau nazi et remettent l'étendard grec dans ce qui est considéré comme le premier acte de résistance de la Grèce occupée. Les deux hommes sont condamnés à mort, par contumace, par les autorités allemandes, mais deviennent des héros nationaux.
Apóstolos Sántas rejoint alors les rangs de l'ELAS et participe à tous les combats en Grèce centrale. Cependant, dès la guerre civile, il est arrêté en raison de ses opinions de gauche et déporté d'abord vers Ikaria en 1946 puis à Makronissos en 1948. Il réussit à fuir et à gagner le Canada via l'Italie. Il reste au Canada, où l'asile politique lui est accordé, jusqu'en 1962 et ne revient en Grèce que cette année-là.
Le 30 avril 2011, il meurt à Athènes, âgé de 89 ans. Sántas a reçu de nombreux prix de diverses institutions en Grèce et d'autres pays alliés.

## Source
- (en) Cet article est partiellement ou en totalité issu de l’article de Wikipédia en anglais intitulé « Apostolos Santas » (voir la liste des auteurs).